# Serenada (miejscowość)
Serenada – jednostka osadnicza w Stanach Zjednoczonych, w stanie Teksas, w hrabstwie Williamson.